# Kelly Lee Owens
Kelly Lee Owens (ur. 24 sierpnia 1988 w Rhuddlan) – walijska kompozytorka i wykonawczyni muzyki elektronicznej z kręgu techno pop. Już w dziedzictwie zdradzała uzdolnienia literackie i muzyczne. Jako nastolatka śpiewała w szkolnym chórze. Jednak mając 19 lat postanowiła zostać pielęgniarką. Pacjenci szpitala, w którym odbywała praktykę, zachęcali ją, by porzuciła tę pracę i rozwijała swoje talenty artystyczne. Owens poszła za ich radą podejmując działalność w branży muzycznej, w tym praktykę w wytwórni płytowej XL Recordings, pracę w sklepie płytowym, a następnie współpracę z muzykami i producentami muzycznymi. Zadebiutowała w 2017 roku albumem zatytułowanym własnym imieniem i nazwiskiem, który został pozytywnie przyjęty przez krytykę. Po nim nagrała jeszcze trzy albumy studyjne. W 2023 roku wystąpiła jako support zespołu Depeche Mode podczas jego trasy koncertowej „Memento Mori”.
Określana jako „czołowa postać brytyjskiej elektroniki” i „szamanka techno popu”.

## Życiorys i twórczość

### Początki
Kelly Lee Owens urodziła się 24 sierpnia 1988 roku w Rhuddlan w Walii. Kiedy miała sześć, siedem lat, pisała teksty piosenek i śpiewała je dla swojej babci. Od 14 do 16 roku życia śpiewała w szkolnym chórze, „co było niesamowite dla mojego głosu” – jak stwierdziła w wywiadzie dla Eda Nasha z magazynu The Line of Best Fit. W wieku 19 lat przeniosła się z Walii do Manchesteru, by pracować w szpitalu onkologicznym; gdy przygotowywała się do zawodu pielęgniarki, śmiertelnie chorzy pacjenci zachęcali ją do porzucenia tej pracy i pójścia za marzeniami. Owens wykorzystała swój 12-tygodniowy płatny urlop, aby pomóc w prowadzeniu lokalnych festiwali indie, sprzedając na boku produkty dla zespołów takich jak Foals i The Maccabees. Do szpitala już nie wróciła. Odbyła staż w wytwórni XL Recordings w Londynie, a następnie podjęła pracę w sklepie płytowym i wytwórni muzyki dance, Pure Groove. Wpadła w krąg sprzedawców w sklepie płytowym, którzy dorabiali jako DJ-e i producenci: Daniel Avery, Gold Panda i Ghost Culture. Podczas pobytu w Pure Groove pracowała z Danielem Averym, który zaproponował jej współpracę w charakterze wokalistki podczas nagrywania EP-ki Water Jump (2012), a następnie albumu Drone Logic (2013). W tym ostatnim Owens pojawiła się w trzech utworach, będąc współautorką jednego z nich. W tym samym czasie grała również na gitarze basowej w zespole The History of Apple Pie uczestnicząc w nagrywaniu jego debiutanckiego albumu, Out of View, wydanego nakładem Marshall Teller Records 30 stycznia 2013 roku.

### Kariera muzyczna

#### Debiut płytowy (2015)
10 lutego 2015 roku wydała własnym sumptem w liczbie 200 kopii swój debiutancki singiel (12”), zawierający utwory „Lucid” i „Arthur”. Na pierwszym z nich połączyła estetykę muzyki tanecznej z wokalem przywodzącym na myśl Björk lub Elizabeth Fraser z Cocteau Twins. Kolejny utwór Owens, „Uncertain” był „równie zadziwiającym połączeniem kunsztu piosenki, oszałamiających rytmów i nieskazitelnej produkcji”.
21 października 2016 roku nakładem norweskiej wytwórni Smalltown Supersound wydała EP-kę Oleic. Jej zwiastunem była piosenka„ CBM”, opublikowana za pośrednictwem The Fader 7 września. Jak wyjaśniła w e-mailu do wydawnictwa skrót „C.B.M oznaczał Colours, Beauty, Motion (Kolory, Piękno, Ruch) – co odnosiło się do kosmicznej perspektywy naszej planety”. 

#### Kelly Lee Owens(2017)

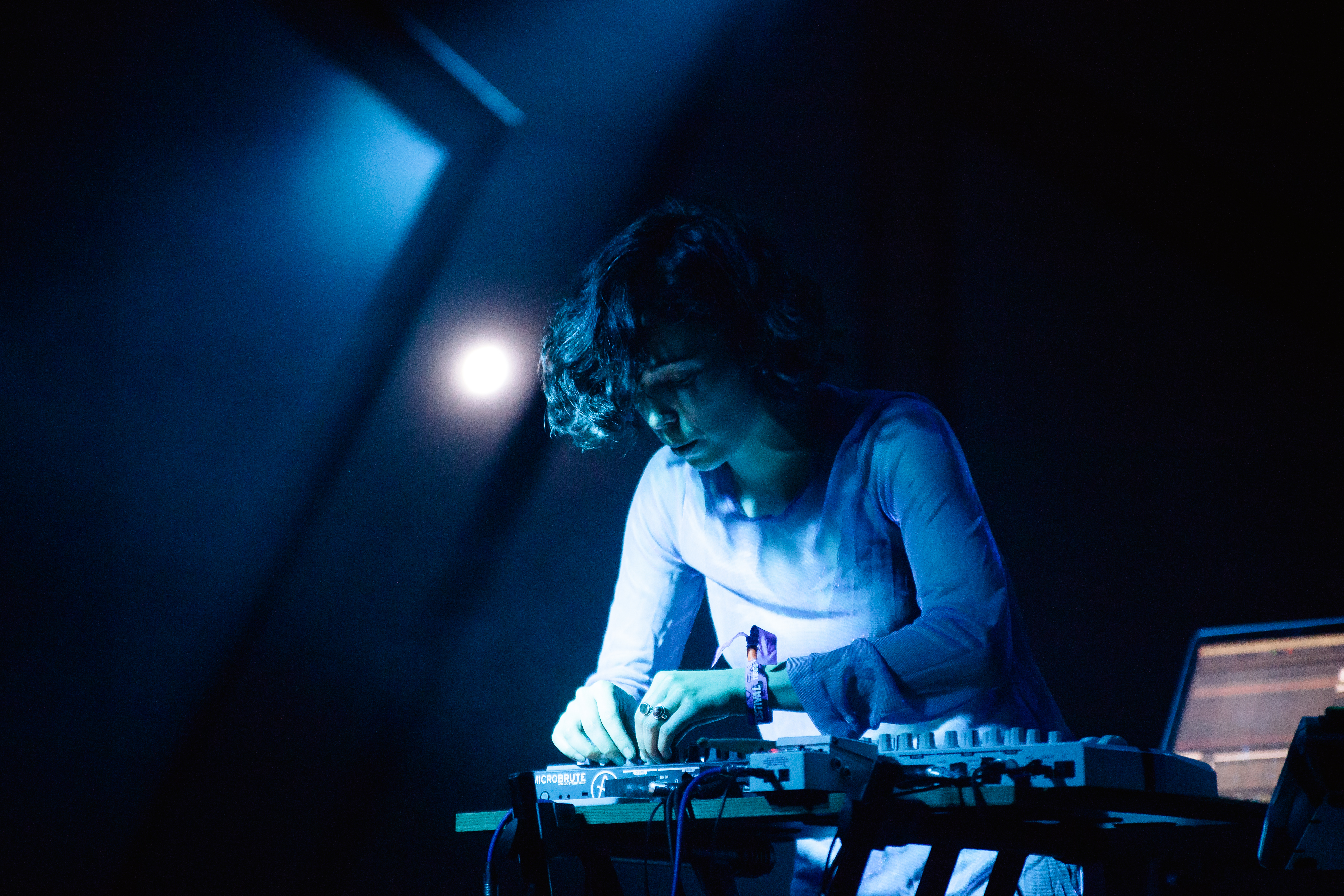
Kelly Lee Owens na Roskilde Festival (2018)

24 marca 2017 roku, również nakładem Smalltown Supersound, wydała swój debiutancki album, zatytułowany własnym imieniem i nazwiskiem. Album spotkał się z uznaniem krytyków, a jego rozszerzona edycja z trzema dodatkowymi utworami ukazała się później w tym samym roku. Owens wydała kilka singli spoza albumu, w tym cover „More Than a Woman” Aaliyah, „Bird” z 2018 r (wspierany 17-minutowym miksem Prins Thomas), „Let It Go” z 2019 roku oraz „Luminous Spaces”, będący owocem współpracy z Jonem Hopkinsem. 

#### Inner Song(2020)
Utwory na swój drugi album, Inner Song, Owens napisała z zamiarem uzdrowienia samej siebie. Trzy lata, jakie minęły od wydania jej debiutanckiego albumu, były jednymi z najbardziej bolesnych w jej życiu. Odeszła ze związku, który bardzo ją osłabił. Straciła babcię, najbliższą osobę w swoim życiu. Stąd teksty utworów albumu były bardzo osobiste. Jak stwierdziła w wywiadzie udzielonym Emmie Madden z Grammy.com, album był jej powrotem do korzeni, „listem miłosnym” do rodzinnej Walii.  Wspominała lata, kiedy tam dorastała, i wydarzenia, których była świadkiem, takie jak festiwal Eisteddfod, gdzie ludzie spotykali się, aby recytować poezję w języku walijskim, śpiewać po walijsku, występować po walijsku i prezentować sztukę wywodzącą się z kultury walijskiej. W utworze „Corner of My Sky” znalazł się gościnny wokal Johna Cale’a, również Walijczyka z pochodzenia. Album ukazał się 28 sierpnia 2020 roku za pośrednictwem Smalltown Supersound.
Owens została poproszona o napisanie muzyki na Mistrzostwa Świata w Piłce Nożnej Kobiet 2023; jej kompozycja, zatytułowana „Unity”, ukazała się w październiku 2021 roku.

#### LP.8(2022)
W 2022 roku Owens wydała swój trzeci album, LP.8, podobnie jak poprzednie pod szyldem Smalltown Supersound. Najpierw – 29 kwietnia w Norwegii – ukazał się on w wersji cyfrowej (9 plików MP3), a następnie, 10 czerwca w Europie – jako wydawnictwo winylowe. Muzykę albumu Owens napisała wspólnie z norweskim muzykiem, Lasse Marhaugiem. Wspólnie nim też wyprodukowała album. Sama natomiast napisała teksty utworów oraz zaaranżowała je i nagrała. Wydawnictwo, zwiastowane przez dwa utwory: „Sonic 8” i „Olga”, było częściowo zainspirowane ideami celtyckiego mistycyzmu i szeroką paletą dźwiękową, od Throbbing Gristle po Enyę. Opisywano je zarówno jako niesamowicie ludzkie, jak i industrialne. Owens natomiast stwierdziła „Dla mnie 8 oznaczał zakończenie – album, który będzie bez końca falował bezpośrednio ze mną”.
W 2023 roku ukazała się towarzysząca albumowi EP-ka, zatytułowana LP.8.2.

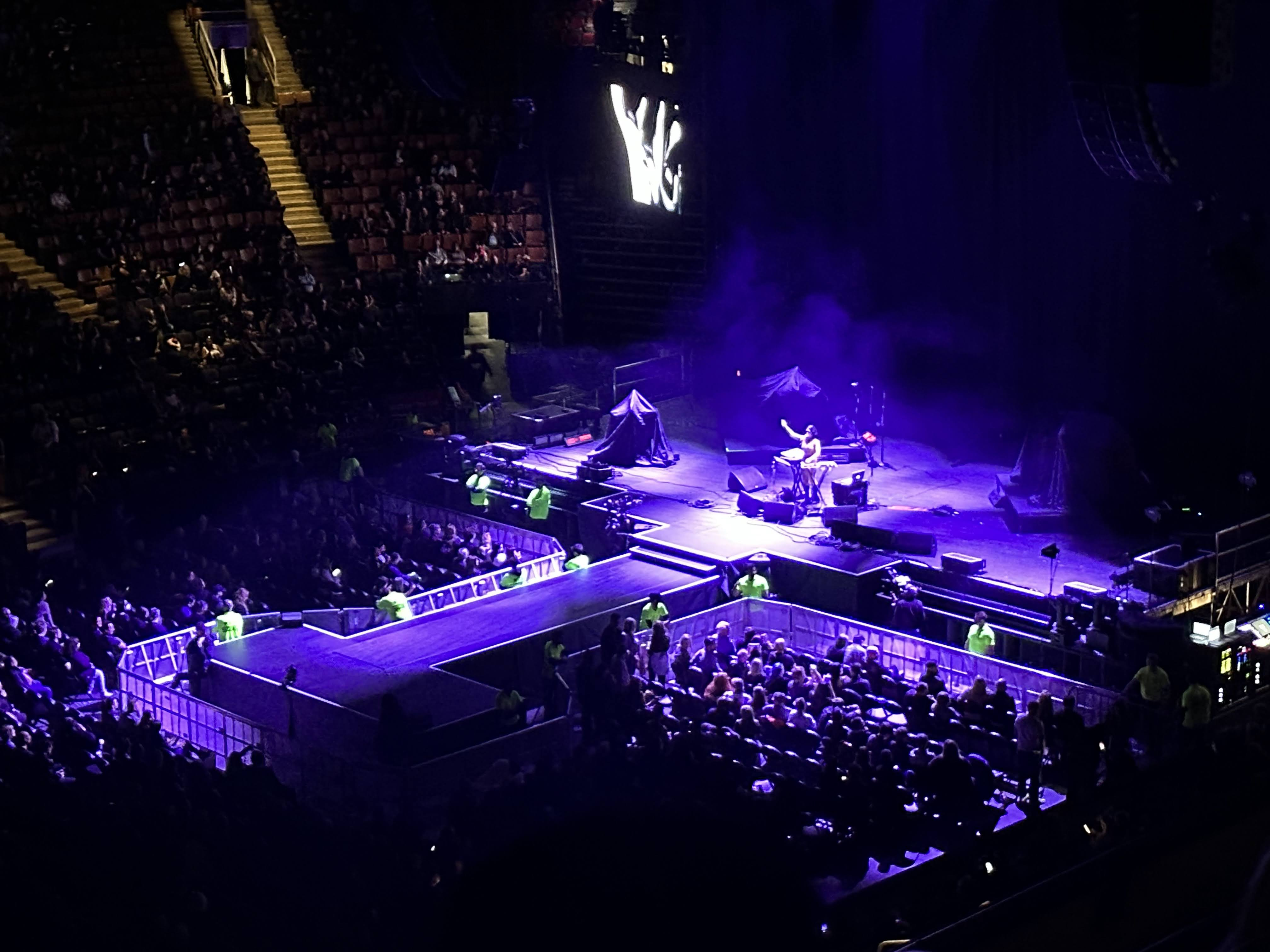
Kelly Lee Owens jako support Depeche Mode podczas koncertu w Toronto 4 lipca 2023

16 marca 2023 roku Depeche Mode ogłosili, że Kelly Lee Owens dołączy do nich jako support podczas koncertów północnoamerykańskiej części trasy koncertowej „Memento Mori”. Jak stwierdził Martin Gore: „Otrzymaliśmy ogromną listę potencjalnych supportów; niektórych z nich znałem, jak Kelly Lee Owens, którą naprawdę lubiłem, i zdecydowaliśmy, że będzie idealnie pasować. To, co ona robi, jest bardzo klimatyczne i nigdy nie wydaje się, że gra tylko jedna osoba – naprawdę wkłada w to swoją duszę”.

#### Dreamstate(2024)
W 2024 roku Owens podpisała kontrakt z dh2, elektronicznym imprintem wytwórni Dirty Hit. Jej pierwszy album zrealizowany dla dh2, Dreamstate, był owocem współpracy z Bicepem, Tomem Rowlandsem z The Chemical Brothers i George’em Danielem, perkusistą zespołu The 1975. Na albumie Inner Song Owens stworzyła przestrzeń między głuchym łoskotem techno a melodyjną transcendencją popu. Na nowej płycie rozciągnęła tę przestrzeń dalej w obu kierunkach, a także w kierunku widocznych, wrażliwych ballad. Była zdeterminowana, aby – jak wyjaśniła w wywiadzie dla Rolling Stone UK, „tworzyć sztukę, którą chce tworzyć moja dusza”, i podążać „ścieżką i energią”, którą czuła, jakby przychodziła do niej z wyższego miejsca. Album zwiastowały trzy single: „Sunshine”, „Love You Got” i „Higher”. Wydany został 18 października.

## Działalność pozamuzyczna
W maju 2023 Owens zapowiedziała, że we współpracy z angielską marką naturalnych zapachów i produktów do pielęgnacji skóry Hæckels wprowadza na rynek nowe, uniseksowe perfumy. Zapach, nazwany Scent08, będzie czerpał z jej osobistego „doświadczenia w tworzeniu i budowaniu muzycznych krajobrazów w celu wywołania emocjonalnych reakcji”. Liczba 8 nawiązywała do ośmiu fragmentów pamięci z jej osobistej i muzycznej przeszłości, w tym do albumu LP.8. Wcześniej artystka współpracowała z Hæckels nad stworzeniem świecy inspirowanej kanałem we wschodnim Londynie.

## Dyskografia
Na podstawie strony artystki na Discogs:

### Albumy studyjne
| Rok                                                                 | Album | Pozycje na listach przebojów | Pozycje na listach przebojów | Pozycje na listach przebojów | Pozycje na listach przebojów |
| Rok                                                                 | Album | UK                           | UK Dance                     | UK Indie                     | SCO                          |
| ------------------------------------------------------------------- | --- | ---------------------------- | ---------------------------- | ---------------------------- | ---------------------------- |
| 2017                                                                | Kelly Lee Owens - Wydany: 24 marca 2017 - Wytwórnia: Smalltown Supersound - Format: CD, LP, digital download | —                            | —                            | —                            | —                            |
| 2020                                                                | Inner Song - Wydany: 28 sierpnia 2020 - Wytwórnia: Smalltown Supersound - Format: CD, LP, digital download   | 80                           | 3                            | 6                            | 44                           |
| 2022                                                                | LP.8 - Wydany: 29 kwietnia 2022 - Wytwórnia: Smalltown Supersound - Format: CD, LP, digital download         | —                            | —                            | 7                            | 37                           |
| 2024                                                                | Dreamstate - Wydany: 18 października 2024 - Wytwórnia: dh2 - Format: LP                                      | —                            | 2                            | 5                            | 25                           |
| Dane na podstawie strony Kelly Lee Owens na Official Charts Company | |                              |                              |                              |                              |

### EP
- Uncertain EP (2015)
- Oleic (2016)
- On (2020)
- Inner Song Remixes Part 1 (2021)
- Inner Song Remixes Part 2 (2021)
- LP.8.2 (2022, 2023)

### Single
- „Lucid” / „Arthur” (2015)
- „More Than A Woman” (2017)
- „Bird” (2018)
- „Let It Go” / „Omen” (2019)
- „Luminous Spaces” (2019, z Jonem Hopkinsem)
- „Melt! (Coby Sey Remix)” (2020)